# Суперкубок Андорри з футболу 2005
Суперкубок Андорри з футболу 2005 — 3-й розіграш турніру. Матч відбувся 18 вересня 2005 року між чемпіоном Андорри клубом Сан-Жулія та володарем кубка Андорри клубом Санта-Колома. 
| Володар Суперкубка Андорри 2005 |
| ------------------------------- |
| logo                            |
| Санта-Колома Другий титул       |

## Матч

### Деталі
| 18 вересня 2005 |

| Сан-Жулія | 0:1      | Санта-Колома |
| --------- | -------- | ------------ |
|           | Протокол | Пінту 49'    |

| Комуналь д'Айшовалль, Айшовалль |